# Danevirke Museum

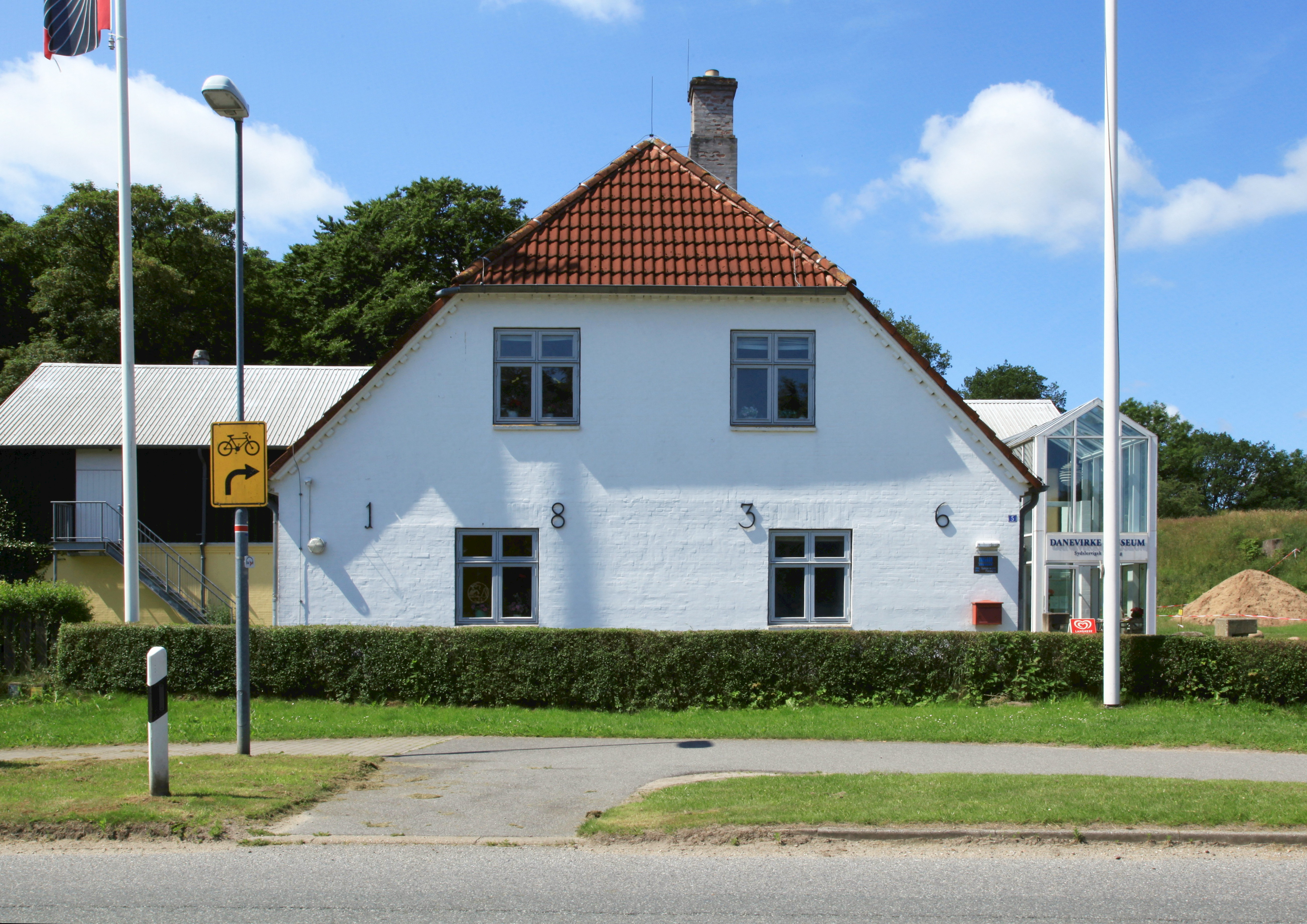
Danevirke Museum i juli 2013.

Danevirke Museum (tyska Danewerkmuseum, danska Danevirke Museum)  är ett tyskt-danskt museum i orten Dannewerk, cirka sex kilometer sydväst om staden Schleswig i nuvarande tyska förbundslandet Schleswig-Holstein. Museet öppnade 1990 och visar dels försvarsvallen Danevirkes historia, dels Sydslesvigs händelsrika tidsperiod från 1864 fram till idag. 

## Museet
Danevirke Museum öppnade 1990 och har sina lokaler i den gamla Danevirkegården från 1836. Gården ligger vid Oxvägen som här passerade genom den danska försvarsvallen  Danevirke. I husets två våningar och ett tillbyggt annex visas Danevirkes historik från vikingatiden fram till tiden för Dansk-tyska kriget (1864). En hel avdelning på övervåningen ägnas även åt Sydslesvigs historik från 1864 till idag. Museets utställningsföremål beskrivs på danska och tyska. Det finns ett samarbete med museet i Haithabu och Gottorp. Danevirke Museum besöks årligen av cirka 20 000 personer, det ägs och drivs av Südschleswigscher Verein (danska Sydslesvigsk Forening) med säte i Flensburg.

## Interiörbilder

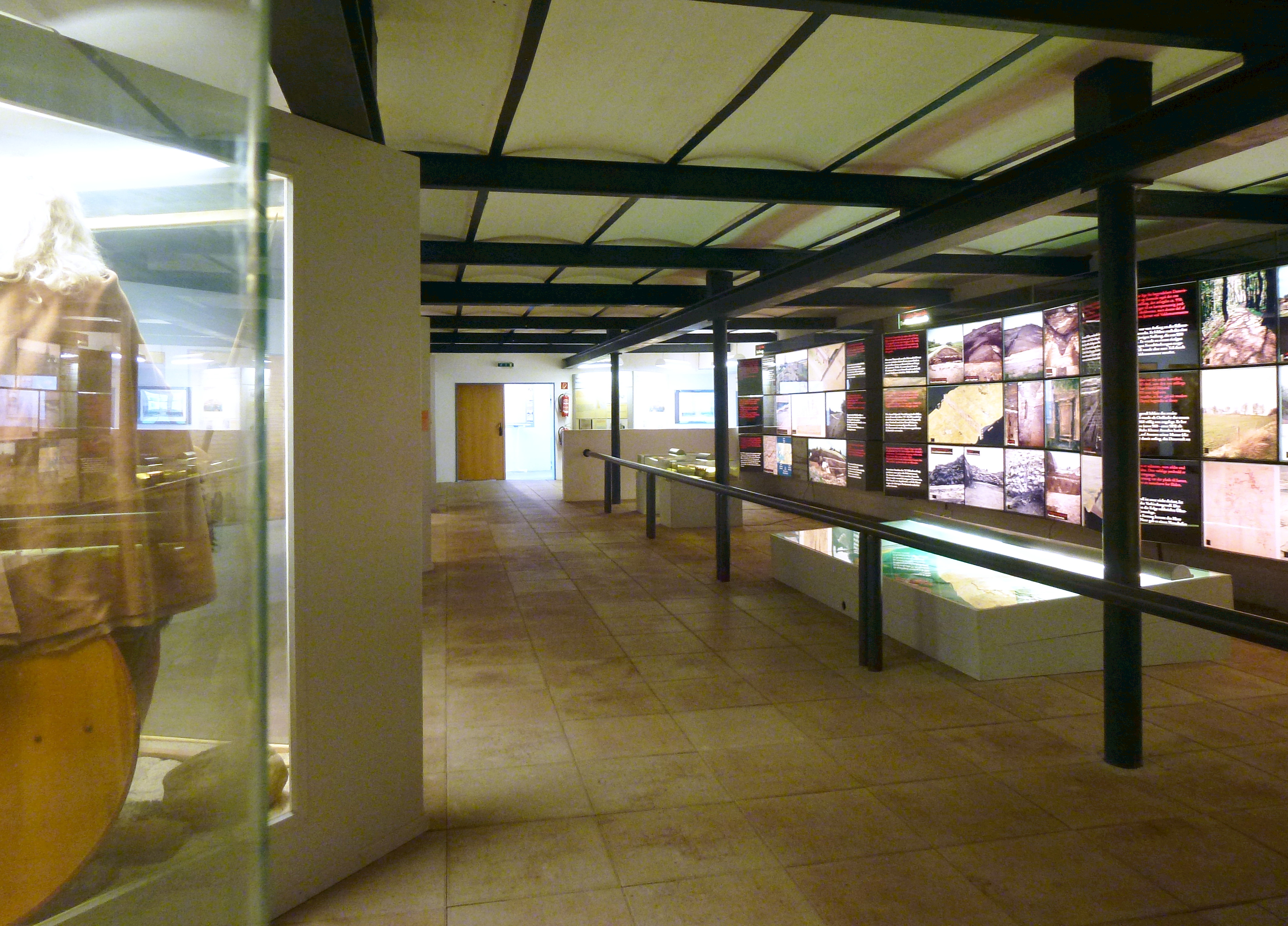
Bottenvåningens utställningssal
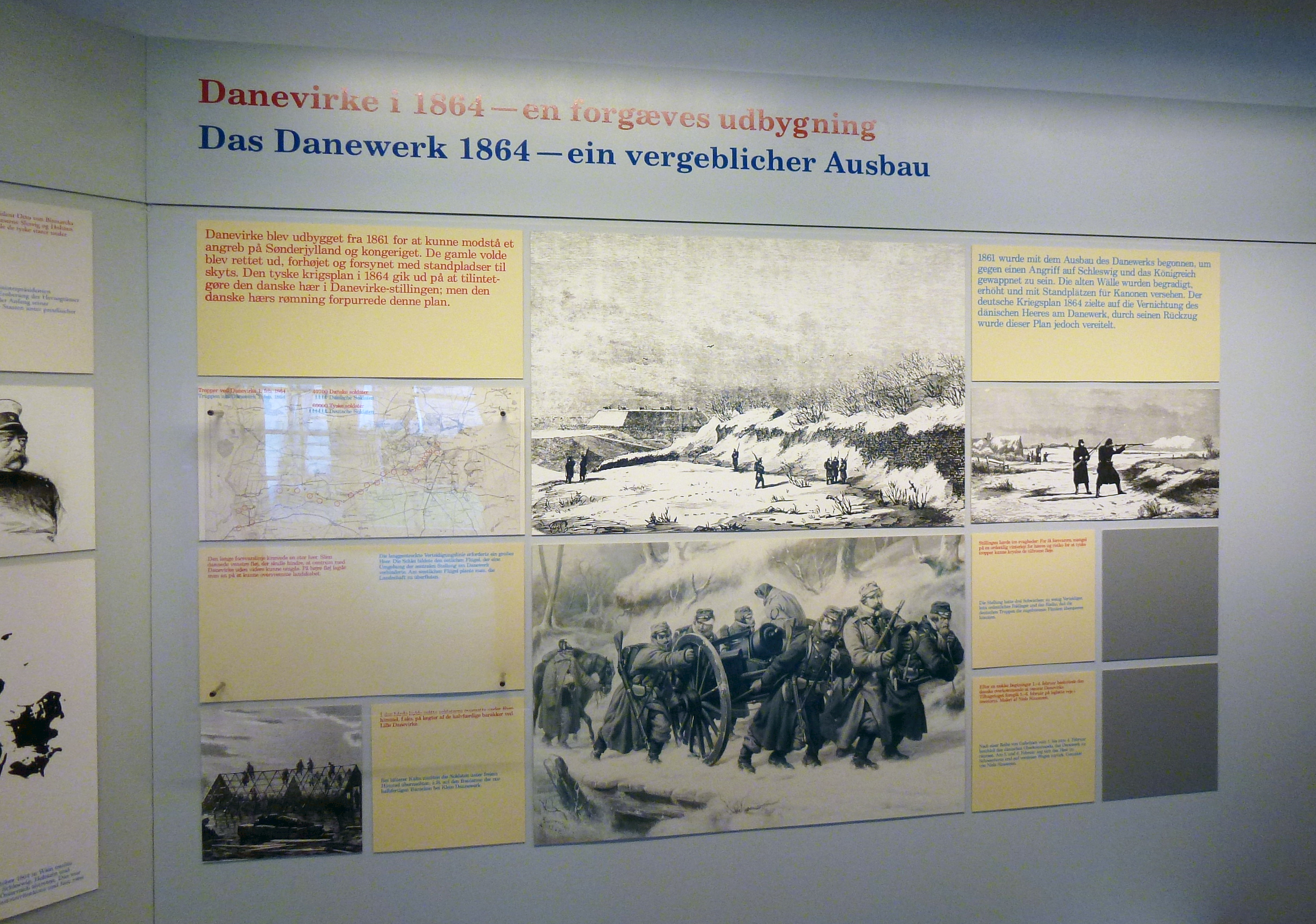
"Danevirke i 1864 - En forgæves utbygning"
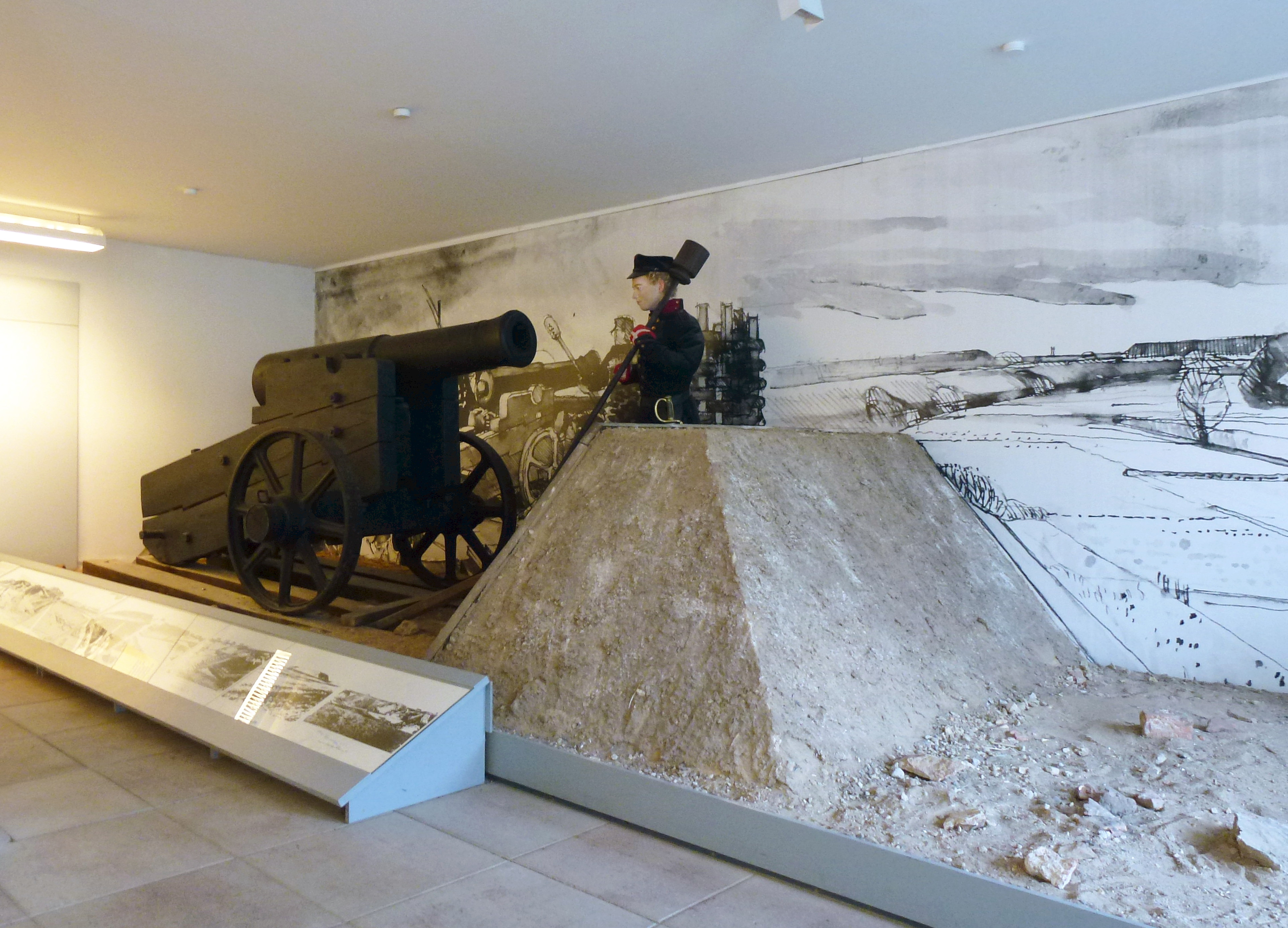
Rekonstruktion av en del av Skans 14
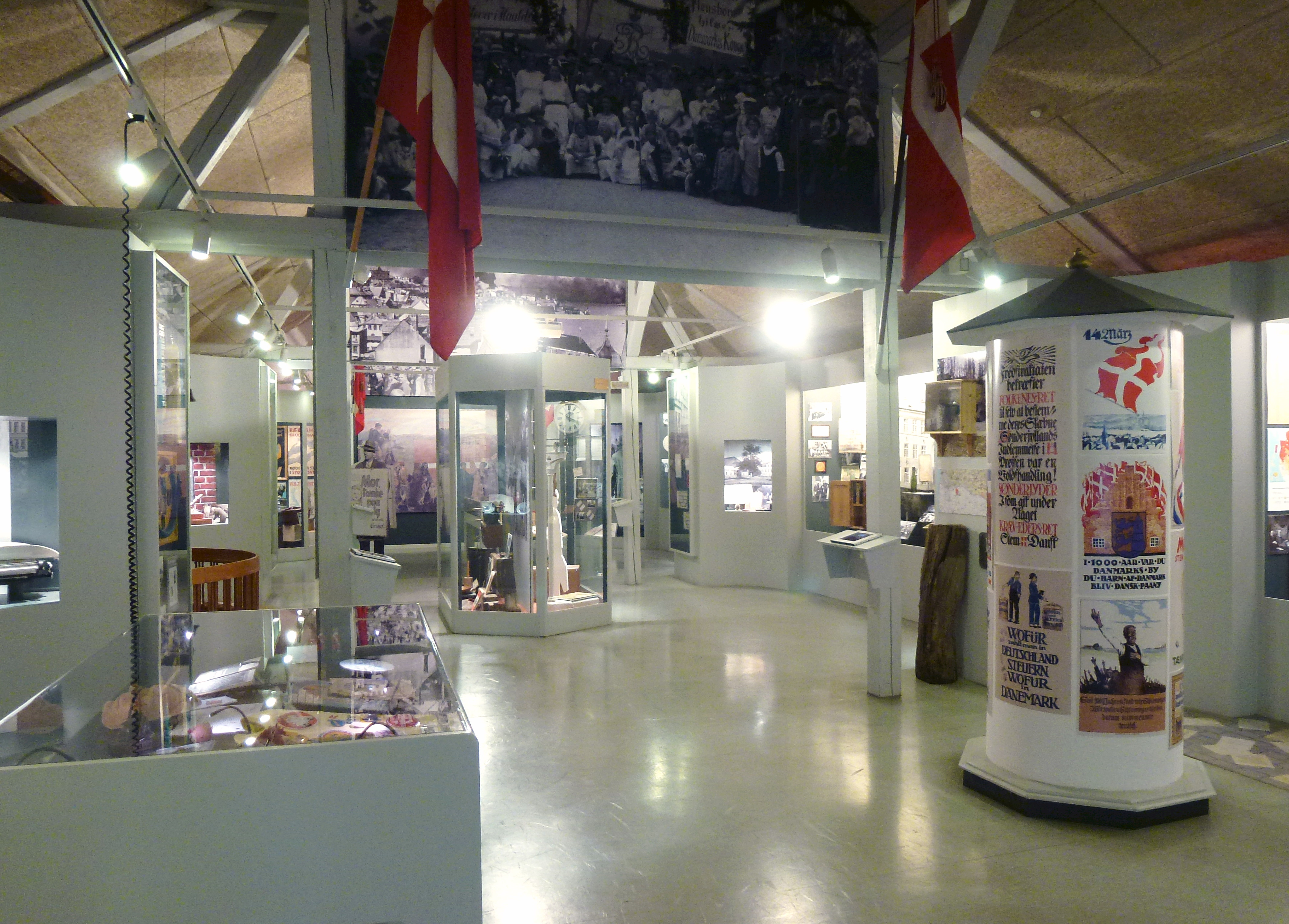
Övervåningens utställningssal

## Arkeologisk park
I anslutning till museet ligger en arkeologisk park som bland annat innehåller Danevirkes huvudvall med resterna efter ”Valdemarsmuren”. Den ursprungligen cirka fyra kilometer långa och fem meter höga Valdemarsmuren byggdes omkring 1170 under Valdemar den store. På sin tid var det den starkaste fästningen norr om Alperna. Efter en kort promenad når man ”Skans 14”, en av 27 skanser som anlades i samband med Dansk-tyska kriget 1864. Direkt intill museet pågår (2009-2014) arkeologiska utgrävningar av danska och tyska arkeologer. Bland annat upptäcktes huvudporten i vallen, där Oxvägen passerade och som kallades ”Wieglesdor”. Vidare bekräftades teorier om att Danevirke redan existerade på 400-talet.

## Parken

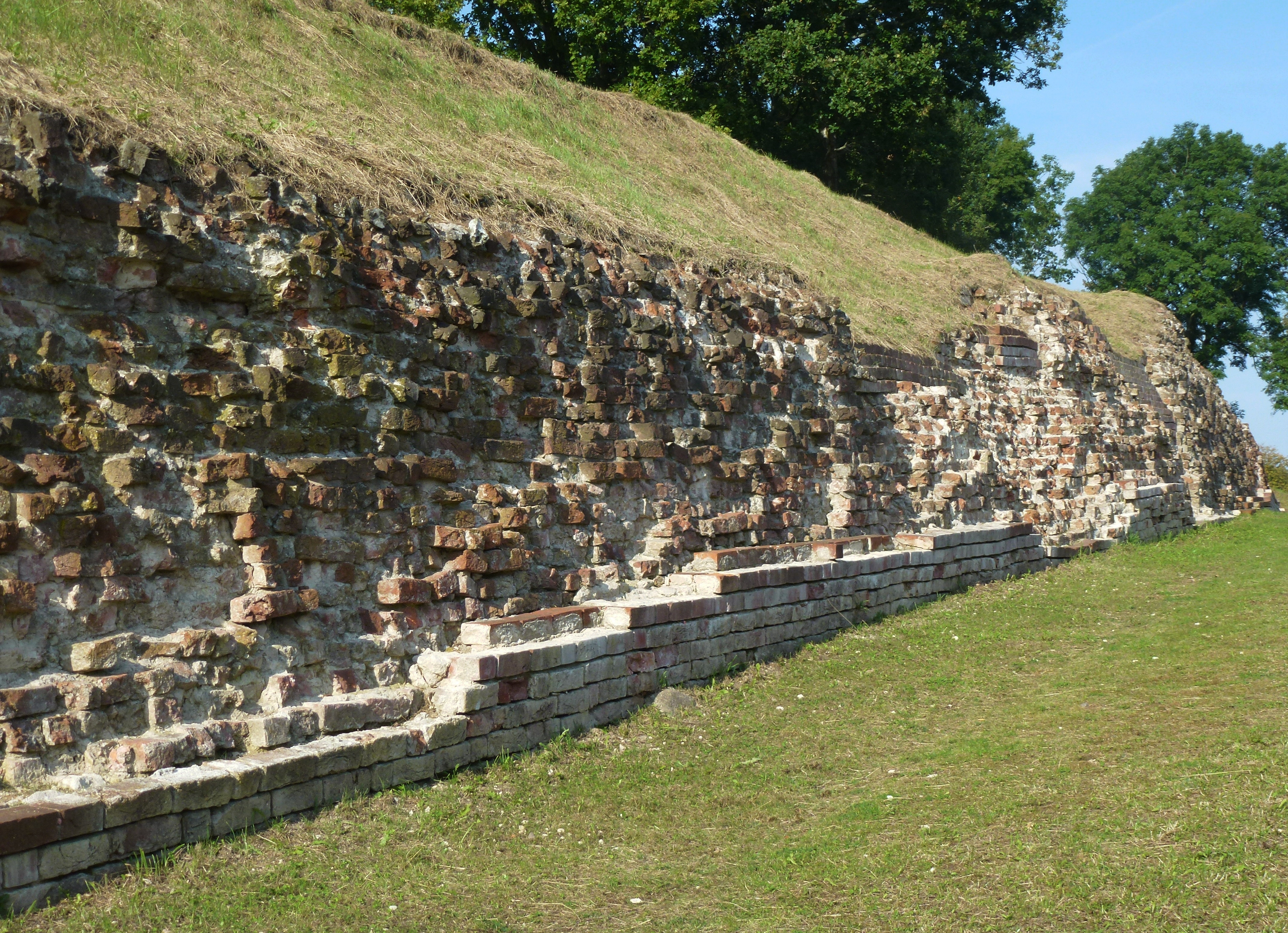
Valdemarsmuren
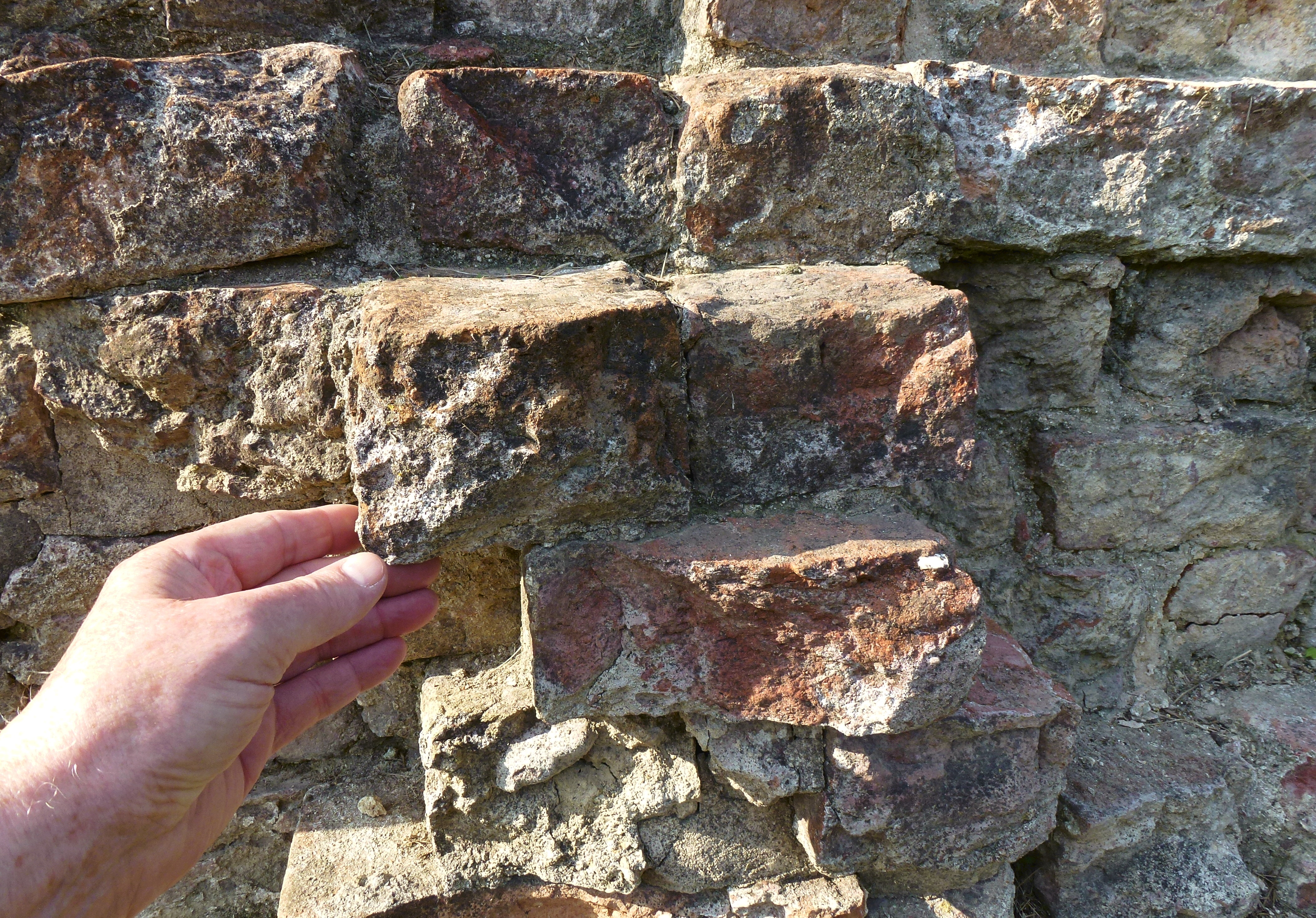
Valdemarsmuren, detalj
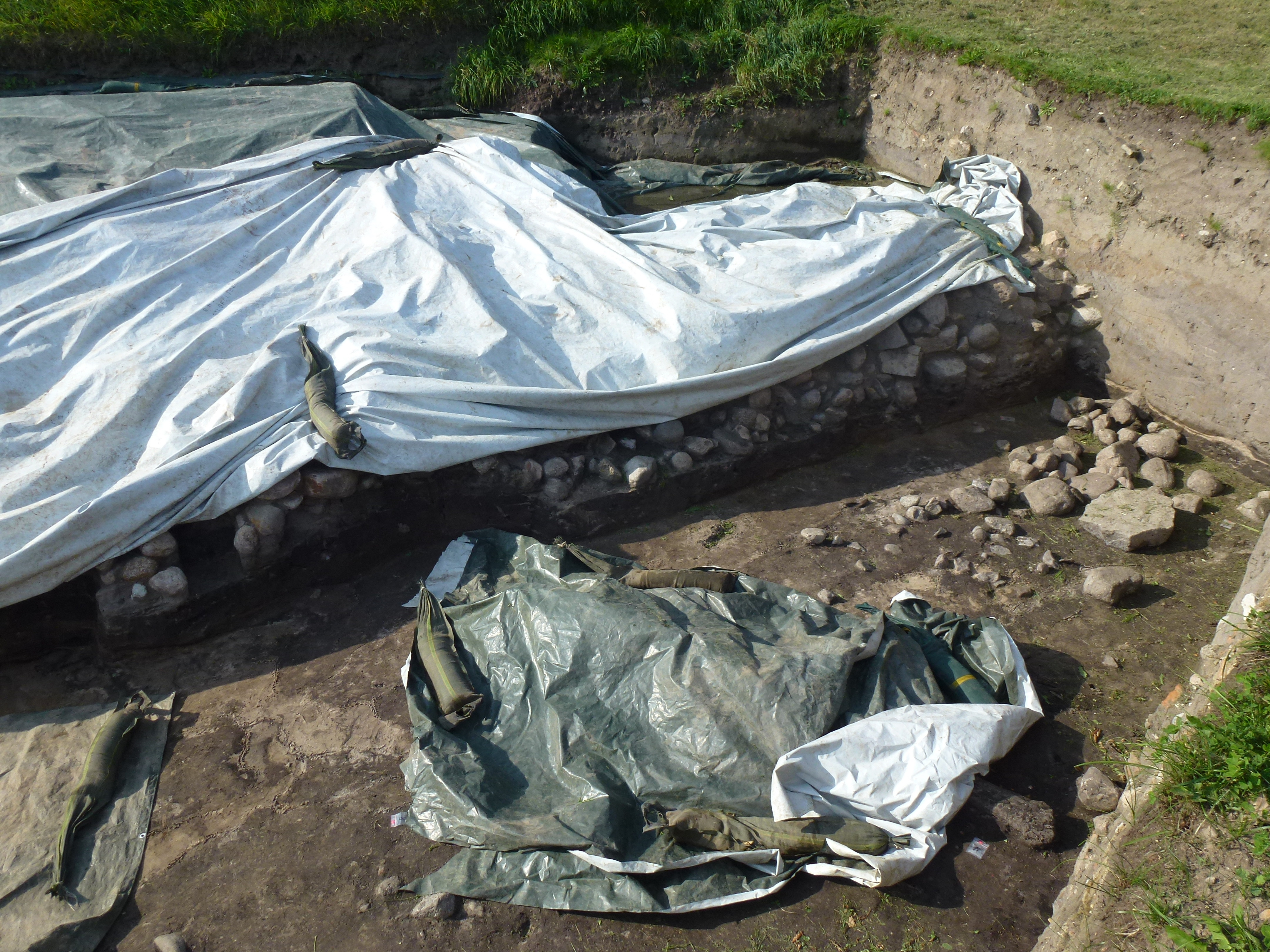
Pågående utgrävningar vid ”Wieglesdor” (sept. 2014)
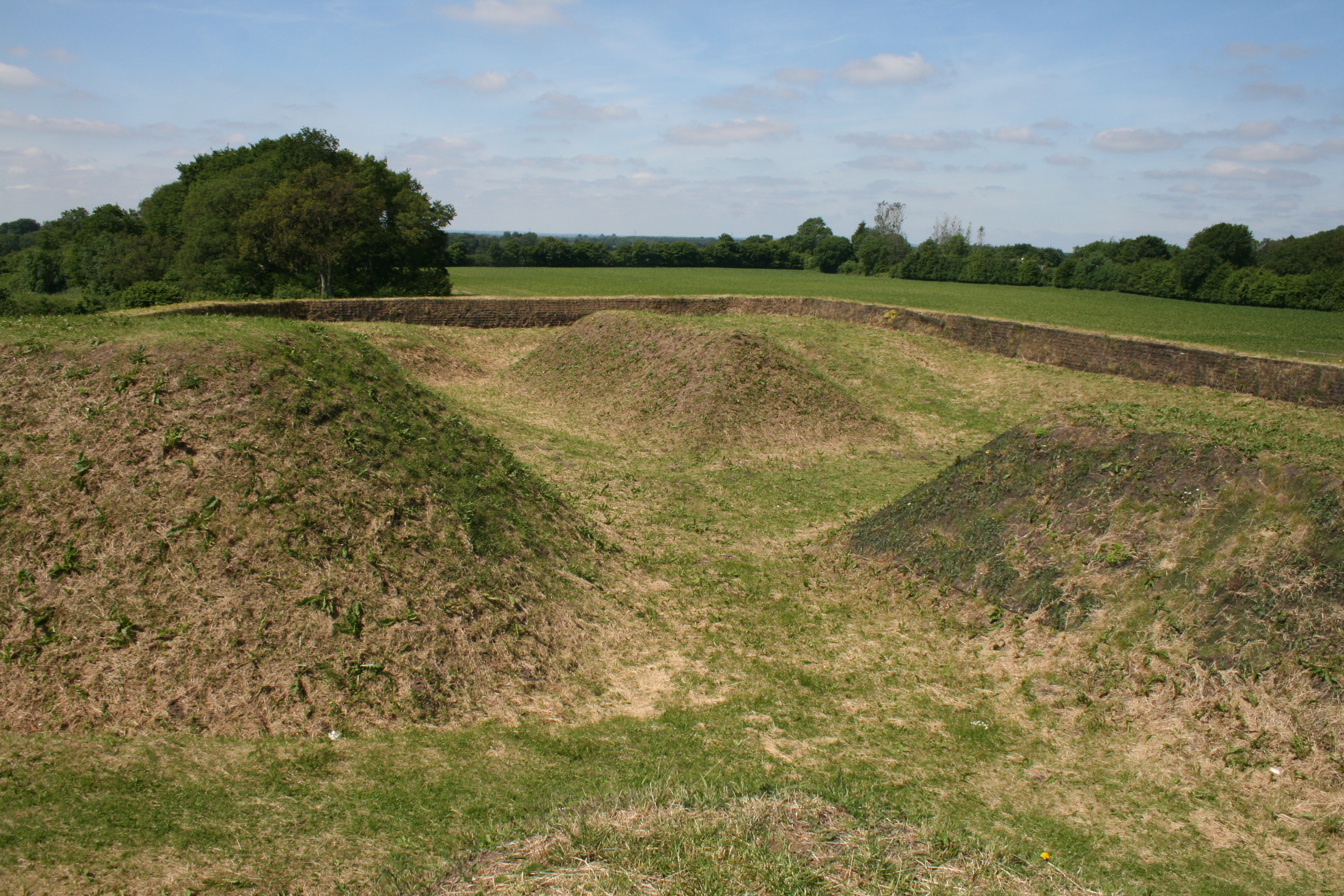
Skans 14 från 1864